# Aleksandr Starovoitov
Aleksandr Starovoitov (né le 31 août 1963) est un athlète biélorusse, concourant pour l'Union soviétique, spécialiste du 200 m et du relais.
Il est le détenteur du record de Biélorussie du 200 m (20 s 63 le 11 juin 1988 lors du Mémorial Znamensky à Leningrad) et du relais 4 x 100 m.